# I’m Not The Girl Who Misses Much

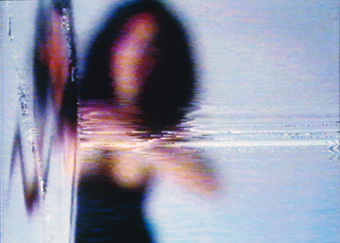
I’m Not The Girl Who Misses Much, Videostill

I’m Not The Girl Who Misses Much (1986) ist eine frühe Audio-Video-Installation der Schweizer Künstlerin Pipilotti Rist aus dem Jahr 1986.

## Beschreibung
In diesem Video tritt Pipilotti Rist als Sängerin auf. Ihr Busen quillt absichtlich aus dem schwarzen Kleid, während sie ihren Körper ruckartig vor rotem Hintergrund über den Bildschirm zucken lässt. Mehrmals singt die Protagonistin Teile aus dem Song Happiness Is a Warm Gun. Dieser wurde 1968 von John Lennon und Paul McCartney für das Weiße Album der Beatles geschaffen und von John Lennon seiner Partnerin Yoko Ono gewidmet. Allerdings verändert Rist den Vers She’s not the girl who misses much zu I’m not the girl who misses much. Damit überlässt die Künstlerin die Beschreibung ihres Wesens nicht anderen Personen, sondern definiert sich selbst und zeigt sich damit als mächtig und selbstbestimmt.
Bild und Ton werden auf verschiedene Weise verzerrt: Das Bild ist unscharf, die weissen Linien des elektronischen Tonsignals bewegen sich im ersten Teil des Videos ständig von oben nach unten über Rists Körper oder durch ihn hindurch. Später geschieht die Bildverzerrung durch gezackte senkrechte Linien, die den Bildteil links davon stillstehen lassen und sich immer weiter nach rechts verschieben, bis das Bild stillsteht, während der Ton weiterläuft und dann das Ganze von neuem beginnt. In dieser Phase ist der Hintergrund nicht mehr rot, sondern beige-weiss. Die Verzerrung des Tons geschieht meist durch ein zu schnelles Abspielen, das eine Art Micky-Maus-Stimme erzeugt. Später klingt der Ton durch zu langsames Abspielen dumpf, der Text ist kaum noch zu verstehen.
Ganz am Ende hört man John Lennon einen Teil des Songs singen, hier allerdings mit dem Originaltext She’s not the girl who misses much. Zu sehen ist immer noch die Sängerin, jetzt allerdings vor einem blauen Hintergrund.

## Entstehung

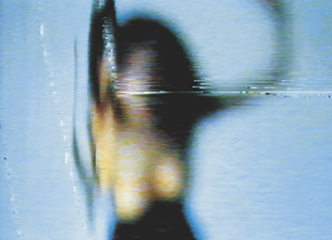
I’m Not The Girl Who Misses Much, Videostill

I’m Not The Girl Who Misses Much (1986) ist ein Einkanalvideo, die erste Videoarbeit der Künstlerin. Es entstand nach ihrer Rückkehr aus Wien in die Schweiz, wo sie als Studentin der Schule für Gestaltung Basel im Studiengang Audiovisuelle Kommunikation immatrikuliert war. Sie entwickelte das Video allein in ihrem Studio, wie später Selbstlos im Lavabad (1994). Das Video dauert 5 Minuten.

## Kunsthistorische Einordnung und Deutung

### Körperdarstellung
Jonas sieht hier einen Bezug zu den ersten Darstellungen hysterischer Frauen durch Jean-Martin Charcot im 19. Jahrhundert in Paris, bei dem die Frauen ihre Anfälle für die Kamera nachspielten. Rist singt jedoch nicht wie im Original She’s not a girl, sondern I’m not a girl. Mit dem Wechsel von der dritten in die erste Person definiert die Künstlerin das Verhältnis von Subjekt und Objekt neu. In ihrem späteren Werk wird dies zu einem wiederkehrenden Thema. Indem sie mit der Abwertung des weiblichen Körpers in den damals gängigen Medien bricht, bemächtigt sie sich dieses Themas. Auf diese Weise wird auch das Publikum dazu angeregt, auf den eigenen Körper zu achten.
In dieser frühen Arbeit präsentiert Rist nach Elisabeth Bronfen zwar den voyeuristischen Kamerablick auf den weiblichen Körper, zerstört aber zugleich auf dreifache Weise dessen Wirkung: Tanzbewegungen und Stimme wirken verzerrt, ausserdem wird der Körper durch einen Farbfilter verdunkelt und in der gesamten Arbeit verschwommen wiedergegeben. Obwohl die Brüste zu sehen sind, entsteht kein erotisches Vergnügen. In den wenigen Takten des Songs, die im Original in normaler Geschwindigkeit zu hören sind, wirkt John Lennons Stimme als Kontrapunkt zum weiblichen Gesang.
Durch die in der Postproduktion eingefügten Verzerrungen wird vermieden, dass der Körper zum Objekt wird. Rist umgeht so die Fetischisierung des weiblichen Körpers und steht damit in einer Reihe mit anderen Videofilmerinnen wie etwa Nan Hoover, die in Arbeiten wie Landscape (1983) Close-Ups von Körperteilen zur Deobjektivierung und Desexualisierung einsetzte. Rist entwickelte diese ihre Linie in späteren Arbeiten wie etwa Pickelporno (1992) weiter.
Häufig wurde die Frage gestellt, ob Rist hier nur ein persönliches Statement abgebe oder ob die Darstellung auch für andere Frauen ihrer Generation gelte und also politisch-gesellschaftlich zu lesen sei. Laura Leuzzi tendiert dabei zur zweiten Möglichkeit. Dies begründet sie damit, dass Rist gängige Schönheitsnormen und -ideale bewusst unterlaufe, also  einen gesellschaftlichen Bezug herstelle, und sich selbst durch die Verzerrungen stark verfremde.

### Medienkritik

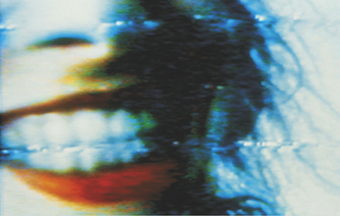
I’m Not The Girl Who Misses Much, Videostill

Rist orientiert sich an der Länge und dem spielerisch-erotischen Soundtrack der Werbeclips und Musikvideos der Zeit. Doch sie grenzt sich von diesen Genres deutlich ab, indem sie die Bildgeschwindigkeit teils reduziert, teils beschleunigt und die Songzeile mehrmals wiederholt. Ausserdem wird das Bild wird durch die Linien gestört, die das Bild verzerren.
Rist bezeichnete ihre Bewegungen in diesem Werk in einem Interview mit Jane Harris als «exorzistischen Tanz». Sie erweckt den Eindruck, als wolle sie die Begrenzungen des Bildschirms sprengen. Die Bewegungen ihrer Arme und Beine lassen an Puppen denken und können als Hinweis an das Publikum gelesen werden, nachzudenken, ob es noch die Kontrolle über sein Leben habe oder ob nicht vielmehr Identität bereits durch die Fernsehbilder dargestellt und gedeutet werde. Mehrfach wurde das Video als Kommentierung des ferngesteuerten Menschen interpretiert. Durch die verzerrende, von Linien gestörte Darstellung wird aber auch Aufmerksamkeit auf den Monitor und die Unzulänglichkeiten der Videotechnik gelenkt.
Die Performance wird eins mit den elektronischen Impulsen, Rist ist atemlos und wirkt hysterisch. Bild und Ton, Video und Elektronik fliessen hier zusammen. Die bei Rist häufige Verwendung von Überwachungskameras und die ständigen Close-Ups machen das Medium zum Inhalt.

## Museen und Sammlungen
Die Installation gab Rist als editiertes Video in einer „Luxusschachtel“ in einer limitierten Auflage von 300 Exemplaren als VHS-Kassette heraus. Es befindet sich unter anderem in der Kunstsammlung der Georg-August-Universität Göttingen.